# Supercontent
Supercontent is een Vlaams ludiek duo bestaande uit Pieterjan Marchand en Jeff Bronder. Ze staan bekend om hun humoristische en satirische content, die ze op creatieve wijze verwerken in video’s, muziek en televisieoptredens. Hun stijl kenmerkt zich door een mix van maatschappelijke commentaar, absurde humor en verrassende parodieën.
Het duo brak in 2020 door bij het grote publiek met het virale Marc Van Ranst-lied, een parodie op het nummer Hoe het danst. De video was een ode aan viroloog Marc Van Ranst en het zorgpersoneel tijdens de coronapandemie, deze video ging al snel viral.
Voor hun succes als Supercontent werkten Marchand en Bronder samen bij SBS Belgium, waar ze trailers monteerden voor televisieprogramma’s zoals De Slimste Mens en De Mol. Sindsdien groeiden ze uit tot een vaste waarde in het Vlaamse medialandschap. Zo maakten ze rubrieken voor Iedereen Beroemd op Eén, presenteerden ze het televisieprogramma Replay op Play4, en in 2023 startten ze de populaire podcast Achter de Schermen, waarin ze samen met gasten het reilen en zeilen in de showbizzwereld bespreken.

## Loopbaan

### Achtergrond
Voor ze aan YouTube begonnen, werkten Pieterjan Marchand (Brugge, 29 mei 1993) en Jeff Bronder (Aalst, 1988) voor SBS Belgium en hielden ze zich bezig met creatief werk. De twee werkten samen aan campagnes en monteerden trailers voor programma's als de Slimste Mens en De Mol. In 2017 brachten ze een parodie uit op Football is Coming Home, het lijflied van de Engelse supporters tijdens het WK in Rusland in 2018. Hun eerste filmpje bracht de twee teweeg om filmpjes voor zichzelf te maken. Ze besloten op 3 februari 2020 om het kanaal Supercontent aan te maken. Hun eerste video over vlogtips verscheen een korte maand later.

### YouTube
Het kanaal Supercontent richt zich op entertainment. In een interview met Humo verklaarde het duo 'een Alles kan beter voor online content' te willen zijn. Bij de productie van de filmpjes hebben de twee een vaste takenverdeling: Bronder richt zich voornamelijk op research en montage terwijl Marchand de scenario's schrijft en de liedjes zingt.
Op 17 maart 2020 tijdens de COVID-19-pandemie bracht de groep het Marc Van Ranstlied uit met videoclip, een ode aan viroloog Marc Van Ranst en alle verplegend personeel op de tonen van Hoe het danst. Op YouTube ging het liedje met alle preventietips al snel viraal. De hype bracht hen in een aflevering van Het Huis op Eén, waar ze het nummer live voor Marc Van Ranst brachten. Van Ranst vond het nummer naar eigen zeggen "geweldig".
Supercontent heeft ook andere liedjes uitgebracht zoals: Jonagolden lied, Katje Lee, Koning Filip en een Average Rob-disstrack.
In de zomer van 2021 maakten ze een parodie op de Nederlandse zomerhit Ik ga zwemmen (in Bacardi Lemon). Zanger Mart Hoogkramer kon niet lachen met Ik ga padellen (met een kratje Stella) en liet de YouTube-video offline halen. Dit bleek een vergissing te zijn en de video werd weer online gebracht.

#### Series
In 'De Kiekenkotkwis' laten Supercontent elke aflevering een bekende Vlaming plaatsnemen in een kippenhok. Er wordt telkens een vraag gesteld over een thema dat gelinkt is aan de gastheer/gastvrouw. Als zij deze fout beantwoordt, krijgt hij/zij kippendrek over zich. Als ze de vraag juist beantwoorden, krijgt de host kippendrek over zich heen.
In 'Vrienden Worden Met' nodigen ze elke week een bekende Vlaming uit om allerhande vragen te stellen. Ze doen dan samen opdrachten zoals: Dm'eke draai, haatcomments voorlezen, een disstrack, "amai wow" in de camera zeggen ...
In 'Shooting Stars' nodigen ze bekende Vlamingen uit die elk vier dilemma's voorgeschoteld krijgen.

### Televisie
De groep was in 2020 te zien als vragenstellers bij De Slimste Mens ter Wereld.
Op 15 december 2020 brachten ze hun eigenzinnig jaaroverzicht op zender Vier.
Van 2020 tot 2021 had Supercontent een eigen rubriek in Iedereen Beroemd op zender Eén. In het rubriek Supercontent zocht het duo uit hoe je populair kan worden op YouTube.
In 2022 maakten ze een nieuw tv-programma genaamd 'Replay', waarin ze terugblikken op de geschiedenis van Play4.

### GoPlay
Op 29 januari 2021 werd aangekondigd dat Supercontent een vast gezicht zal worden op de online video-on-demand-service van GoPlay. ‘Vrienden worden met’ werd op deze website aangeboden, en elke aflevering van ‘Shooting Stars’ was daar een week voor de release op YouTube te zien.
Sinds het elfde seizoen van De Mol maken ze in Café De Mol een lied dat een terugblik is op de aflevering van de mol. De afvallende kandidaat mag op het einde ook nog een stuk van het lied meezingen.
Sinds maart 2023 maakt Supercontent de podcast ‘Achter de Schermen’ voor GoPlay.

## Prijzen
| Jaar | Prijs                   | Categorie            | Resultaat        |
| ---- | ----------------------- | -------------------- | ---------------- |
| 2021 | De Jamies               | Beste online comedy  | Genomineerd      |
| 2021 | De Jamies               | Beste online creator | 3de plaats       |
| 2021 | Q Music Lockdown Awards | Beste Hit            | Genomineerd      |
| 2022 | De Jamies               | Beste online comedy  | Gewonnen         |
| 2023 | De Jamies               | Business             | 3de plaats       |
| 2024 | De Kastaars             | Podcast              | Genomineerd      |
| 2025 | De Kastaars             | Podcast              | Supergenomineerd |